# Kathy Ireland
Kathleen Marie Ireland (Glendale, 20 maart 1963) is een Amerikaans ondernemer, auteur en voormalig model en actrice.

## Biografie
Ireland werd geboren op 20 maart 1963 in Glendale (Californië) als tweede van de drie dochters van John en Barbara Ireland. In 1980 werd ze op haar zeventiende ontdekt als model en gedurende de jaren tachtig en negentig was ze supermodel. Ze verscheen op de voorpagina van tijdschriften zoals Sports Illustrated, Vogue, Cosmopolitan en Harper's Bazaar.
Haar filmcarrière startte in 1988 met een hoofdrol in de sciencefictionfilm Alien from L.A.. Verder was ze ook te zien in onder andere Melrose Place, Boy Meets World, The Larry Sanders Show, Muppets Tonight, Necesary Roughness, Pensacola: Wings of Gold en Touched by an Angel.
In 1993 richtte ze het marketingbedrijf Kathy Ireland Worldwide op. Vanaf 2003 ging het bedrijf zich concentreren op huishoudelijke producten. Het bedrijf is bijzonder succesvol, alleen al in 2011 genereerde het een omzet van 2 miljard dollar.
Ireland trouwde in 1988 met dokter Greg Olsen, het paar heeft drie kinderen.

## Filmografie
- Bibliothèque nationale de France: cb140552475 (data)
- International Standard Name Identifier: 0000 0001 1944 2982
- Library of Congress Control Number: no97066845
- Nationale Bibliotheek van Tsjechië: xx0162028
- Nationale Bibliotheek van Polen: a0000001856700
- Virtual International Authority File: 5135450
- WorldCat: E39PBJc84bH36gHTg6PGFw3vpP